# Ducato di Troppau
Il Principato o Ducato di Troppau o Opava (in tedesco. Herzogtum Troppau, in ceco: Opavské vévodství o Opavské knížectví) è stato un territorio storico il cui capoluogo era la città di Troppau (Opava), situata nell'Alta Slesia, oggi nella Repubblica Ceca. Negli ultimi quattro secoli della sua storia, il ducato appartenne alla monarchia asburgica, e fu disciolto con la fine dell'Austria-Ungheria nel 1918. Il titolo di duca di Troppau e Jägerndorf esiste tuttavia ancora, e appartiene all'attuale monarca Giovanni Adamo II di Liechtenstein.

## Storia
Il ducato fu creato sulle terre separate dalla Marca della Moravia prima del 1269 da parte del re di Boemia Ottocaro II Přemislid per essere assegnato al figlio naturale poi diventato noto con il nome di Nicola I di Troppau. Opava non faceva parte dell'originario Ducato della Slesia in Polonia, costituito nel 1138 da Ladislao II l'Esiliato, e fu governata quindi non dai Piast slesiani suoi successori, come i molti altri ducati della Slesia nati dalla frammentazione del dominio originario, bensì da un ramo illegittimo della casata ceco-boema dei Přemislidi.

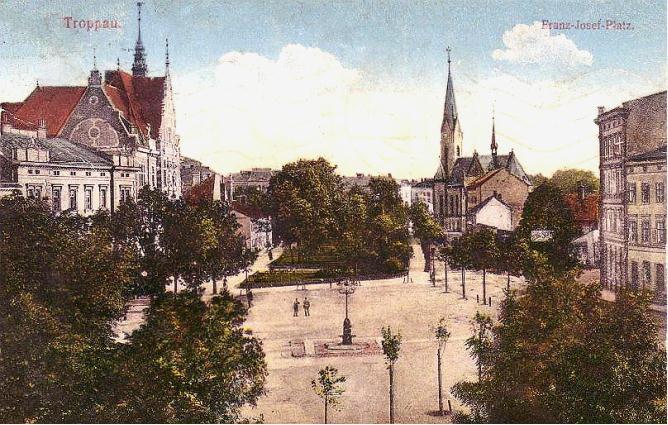
Troppau nel 1900

Dopo l'estinzione della dinastia reale dei Přemislidi, la casata dei Lussemburgo ascese al trono di Boemia nel 1310. Nel 1318, con Nicola II Přemislid, il ducato fu confermato come feudo da parte di Giovanni I di Boemia, che dovette scacciare subito le truppe ungheresi di Casimiro III di Polonia. L'unione con la Slesia fu raggiunta quando il duca Nicola II sposò Anna di Racibórz, sorella del duca Piast Leszek di Racibórz, anch'egli vassallo di Boemia dal 1327. Quando Leszek morì senza lasciare eredi nel 1336, re Giovanni assegnò al cognato Nicola II il ducato di Racibórz, e da allora fino alla sua morte nel 1365, i due ducati furono governati in unione personale. Nel 1365 gli succedette il figlio maggiore di Giovanni I.
Nel 1377 il duca Giovanni I separò Opava dai ducati di Racibórz e di Krnov (Jägerndorf) e la assegnò ai fratelli minori Nicola III (†1394), Venceslao I (†1381) e Przemko (†1433). Da allora in avanti, la proprietà di Opava mutò diverse volte, principalmente per via di vendita o spartizione. I figli di Przemko vendettero infine le loro quote al re boemo Giorgio di Poděbrady fino al 1462, ma i cugini Přemyslid mantennero Racibórz (Ratibor) e Krnov (Jägerndorf). Nel 1465 Giorgio lasciò Opava al secondo figlio Vittorio, duca di Münsterberg dal 1462. Vittorio dovette a sua volta cederla all'anti-re boemo Mattia Corvino nel 1485, che conferì al figlio illegittimo Giovanni il titolo di duca.
Nel 1506 il re Ladislao II Jagellone di Boemia assegnò Opava al duca Casimiro II di Teschen, che aveva sposato una figlia di Vittorio e aveva tenuto il ducato fino alla morte nel 1528, dopodiché il territorio era di nuovo passato alla Boemia. Nel frattempo, nel 1521, con la morte del duca Valentino di Racibórz, il ramo Opava dei Přemyslidi si estinse e tutti i loro possedimenti tornarono alla corona boema, che nel 1526 li trasferì all'interno dei domini ereditari degli Asburgo. Il principe Carlo I del Liechtenstein nel 1614 fu investito del titolo di duca di Troppau dall'imperatore Mattia d'Asburgo. Dopo la Battaglia della Montagna Bianca del 1620, il principe Carlo acquisì anche il ducato di Krnov e da allora in poi i capi della famiglia principesca dei Liechtenstein hanno portato il titolo di duca di Troppau e Jägerndorf, con un'unica parentesi, tra il 1712 e il 1772. Infatti, alla morte senza figli maschi sopravvissuti di Giovanni Adamo I del Liechtenstein, nel 1712, il titolo principesco passò ad un ramo collaterale della dinastia, ma il ducato di Troppau fu invece trasmesso per via testamentaria alla figlia del defunto, Maria Teresa, prossima a diventare contessa consorte di Savoia-Soissons. Quando anch'ella morì senza figli sopravvissuti, nel 1772, il titolo ducale tornò definitivamente nella disponibilita dei principi del Liechtenstein.
Nel 1742, durante la prima guerra di Slesia e il conseguente Trattato di Breslavia, il ducato fu diviso ancora una volta, con la parte a nord del fiume Opava, comprendente Głubczyce (Leobschütz) e Hlučín (Hultschin), che divenne parte del Regno di Prussia, mentre la parte meridionale con Krnov (Jägerndorf), Bruntál (Freudenthal), Fulnek e Opava stessa rimase nella Slesia austriaca, una terra della corona dell'Impero austriaco dal 1804.
Il ducato austriaco di Troppau cessò di esistere quando l'Austria-Ungheria fu sciolta nel 1918 e l'area (Terra di Troppau) che comprendeva la città divenne parte della Cecoslovacchia. La parte prussiana rimase parte della Provincia della Slesia fino al 1945, quanto passò alla Repubblica Popolare Polacca secondo gli Accordi di Potsdam.
I principi del Liechtenstein detengono tuttora per via dinastica il titolo (oggi il principe Giovanni Adamo II). L'originale corona ducale (realizzata dal famoso gioielliere Daniel de Briers di Francoforte tra 1623 e 1626) andò persa o rubata a fine Settecento, ma una replica fu creata nel 1976, e come la precedente, è impreziosita da diamanti, perle e rubini, ed è conservata ed esposta a Vaduz nella Schaatzkammer.

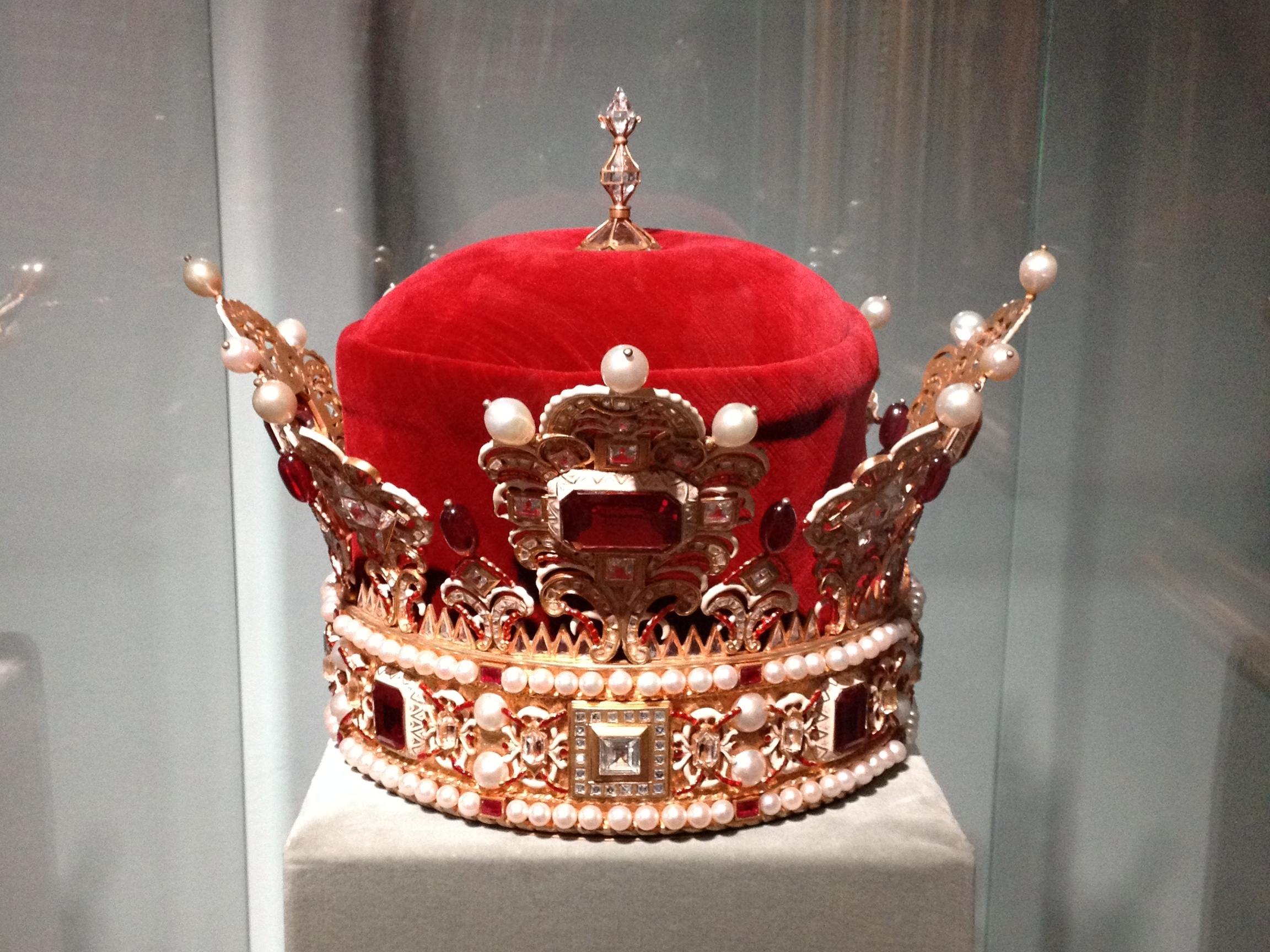
Corona del Ducato di Troppau